# Carl Fletcher
Carl Neil Fletcher (* 7. April 1980 in Surrey Heath, England) ist ein ehemaliger walisischer Fußballspieler. Der defensive Mittelfeldspieler absolvierte zwischen 2004 und 2009 36 A-Länderspiele für die walisische Nationalmannschaft. 2019 übernahm er das Traineramt bei Leyton Orient.

## Karriere
Die Karriere des Walisers begann 1997 beim englischen Verein AFC Bournemouth. Im Jahr 2004 wechselte Fletcher zu West Ham United, von wo er 2005 an FC Watford verliehen wurde. Noch im gleichen Jahr kehrte er zu West Ham United zurück. Ein Jahr später wurde Fletcher von Crystal Palace verpflichtet. Seit Mitte Februar 2009 spielte er für Plymouth Argyle, zunächst nur auf Leihbasis und ab Sommer 2009 dauerhaft verpflichtet. Im September 2011 übernahm er dort nach dem Weggang von Trainer Peter Reid interimistisch die sportliche Leitung. Am 1. November 2011 wurde er als neuer Trainer vorgestellt. Nachdem der Viertligist im Verlauf der Saison 2012/13 in Abstiegsgefahr geraten war, wurde Fletcher am 1. Januar 2013 in Plymouth entlassen. Nach einer letzten Spielerstation beim FC Barnet wurde er 2014 Jugendtrainer beim AFC Bournemouth.
Im Oktober 2019 wurde er als neuer Cheftrainer beim Viertligaaufsteiger Leyton Orient vorgestellt, der seit dem überraschenden Tod von Aufstiegstrainer Justin Edinburgh in der Sommerpause interimistisch von Ross Embleton betreut wurde. Bereits 29 Tage später wurde Fletcher wieder von seinen Aufgaben entbunden, die Mannschaft war in den fünf Partien unter seiner Führung ohne Sieg geblieben und hatte im letzten Spiel gegen den Achtligisten Maldon & Tiptree United im FA Cup verloren.